# CGP Grey
CGP Grey, auch C.G.P. Grey, ist ein amerikanisch-irischer YouTuber und Podcaster, der auf seinem gleichnamigen YouTube-Kanal Bildungsvideos hochlädt, während auf seinem Zweitkanal CGPGrey2 unregelmäßig Videos verschiedenster Art veröffentlicht werden. Darüber betrieb er den Kanal CGP Play mit Livestreams von Let’s Plays, nahm diesen allerdings im Zuge einer Umstrukturierung im April 2023 von YouTube.
Auf seinem YouTube-Kanal finden sich größtenteils Erklärvideos aus den Bereichen Politik, Geographie, Vexillologie (Flaggenkunde), Ökonomie, Geschichte und Kultur.
Darüber hinaus veröffentlicht er seit 2014 zusammen mit dem australisch-englischen YouTuber Brady Haran den mittlerweile inaktiven Audio-Podcast Hello Internet. Seit 2015 ist er Co-Moderator des Podcast Cortex in Zusammenarbeit mit Myke Hurley.